# Јован Затворник
Свети Јован Затворник, познат и као Јован Свјатогорски (рођ. Иван Крјуков; 20. септембар 1795, град Курск - 11. август 1867, Свјатогорски манастир) - житељ Свјатогорског манастира, пустињак. Канонизован као локално поштовани светац Украјинске православне цркве 24. августа 1995. године, поштује се као светитељ. Помен се празнује 24. (11. августа).

## Биографија
Рођен 20. септембра 1795. у Курску. Његови родитељи су били сиромашни трговци по имену Крјуков. На крштењу је добио име Јован.
Године 1804. био је шегрт код мајстора шпорета, који су у то време биле веома цењени. Код њега је учио 7 година, а затим је отишао да ради код другог мајстора и радио код њега две године.
Године 1813. почео је да ради код трговца стоком, али је потом прешао код другог трговца. У то време, на инсистирање родитеља, оженио се.
Убрзо је упознао мајстора за каљеве пећи, који га је позвао да се врати свом претходном занату. Јован је радио за њега 8 година, а затим је отворио сопствену радионицу каљевих пећи и с њом радио још 9 година. У то време је остао удовац, отац му је, такође, умро. Средивши мајку да живи са сестрама, пође у манастир са њеним благословом.
26. августа 1833. године ушао је у Глинску испосницу, где је радио свј занат, изградња пећи. После још 4 године пребачен је у трпезарију.
Јован је 22. јуна 1840. године пострижен у монашки чин са именом Јоаникије, у част преподобног Јоаникија Великог.
20. априла 1844. године премештен је у обновљени Свјатогорски манастир и постављен за његовог иконома.
15. августа 1849. године рукоположен је од светог Инокентија (Борисова) у чин јерођакона.
Дана 26. августа 1849. године рукоположен је од светог Филарета (Гумилевског) у чин јеромонаха и постављен за исповедника монаха и ходочасника.
1850. године, са благословом Његовог Преосвештенства Филарета, јеромонах Јоаникије се повукао пећине.
29. августа 1852. године пострижен је у велику схиму од високопреосвећеног Филарета са именом Јован, у част Светог Јована Крститеља.
Умро је увече 11. августа 1867. године.
Комисија за канонизацију светих Светог Синода Руске православне Цркве 13-14. новембра 1995. године одобрила је да патријарх Алексије II благослови канонизацију у оквиру Горловске и словенске епархије јеросхимонаха Свјатогорског манастира Јована (Криукова). 